# SM i gammeldansmusik
SM i gammeldansmusik är ett album inspelad under SM i Gammeldansmusik 18-19 juli 1985 i Motala Folkets park.
Lill-Nickes och Ransäterspojkarna delade första platsen och Hafvsbandet och Gammeldax delade andra platsen, medan Treklöver erhöll hederspris.

## Låtlista
Sida 1
1. Spottkoppen (Dan Larsson) Lill-Nickes
2. Schottis från Gol (trad.arr. Dan Larsson) Lill-Nickes
3. Badbollen (Gnesta-Kalle) Lill-Nickes
4. Snoa efter Algot Jorlin (trad.arr. P-O Lundqvist) Lill-Nickes
5. Midsommarafton på Råön (Åke Svensson) Hafvsbandet
6. Pip (Brirgit Rock-Olga Magnusson) Hafvsbandet
7. Fredag (Birgit Rock-Olga Magnusson)Hafvsbandet
8. Kal den lille trad. text.Sten-Åke Cederhök-arr.Birgit Rock-Olga Magnusson) Hafvsbandet
9. På Åsbogården (Jörgen Persson) Treklöver från Stockholm

Sida 2
1. Mazurka efter sköld-Anders (trad.arr.Gert Ohlsson) Ransäterspojkarna
2. Valles mazurka (Erik Gustavsson-arr.Gert Ohlsson) Ransäterspojkarna
3. Roines hambo (Gert Ohlsson) Ransäterspojkarna
4. Trollflöjten (Gert Ohlsson) Ransäterspojkarna
5. Brors polka (efter Bror Andersson, Malmköping) (Uppt.bearb. och arr. Ingvar Andersson) Gammeldax
6. Polka från Neder-Luleå (trad., bearb. och arr. Ingvar Andersson) Gammeldax
7. Hii pojkar (P.Schenell. arr.Ingvar Andersson) Gammeldax
8. Sörmlandsmazurka (trad., bearb och arr. Ingvar Andersson) Gammeldax
9. Järfällabommen (Eric Öst) Treklöver från Stockholm